# Stéphane Méliade
Stéphane Méliade, né le 1er juillet 1964, est un poète, nouvelliste et auteur français de romans pour la jeunesse.

## Biographie
Dans les années 1990, il s'intéresse aux possibilités offertes par les nouveaux médias liés au réseau internet, et il devient chroniqueur de livres jeunesse sur le site Premier pas sur internet de 1996 à 1998, ainsi que créateur et animateur du site coopératif L'Atoll des écoles, en 1997 et 1998. Sur ce même réseau apparaît également son œuvre poétique, à partir de 1997, par exemple dans la revue de poésie Francopolis .
Son roman jeunesse Ma sœur en noir et blanc est publié en 2004. Pour l'avis critique du site Ricochet : « Beau roman sur les relations entre sœurs et de la distance qui peut s'installer quand l'une rentre dans la crise d'adolescence alors que l'autre se trouve toujours aux portes de l'enfance. Entre complicité, inquiétude, souci et amour familiale, une belle histoire sur les bêtises, les relations entre frère et sœur, la complicité perdue et retrouvée, quand la plus jeune vient au secours de l'aînée ».
En 2010 paraît son roman jeunesse  Je reviens de loin. Pour l'avis critique de La Revue des livres pour enfants, il s'agit d' « un roman sensible et bien construit sur le thème de la mémoire et du deuil ».
L'année suivante, il publie le roman jeunesse Il faut sauver la planète Mars, un roman de science-fiction qui se déroule en 2064 sur la planète Mars, sur un thème « d'écologie et de consommation ». La même année est publié son roman Le château d'Elsa, qui se déroule durant la deuxième Guerre mondiale.

## Publications
Romans pour la jeunesse
- Rendez-vous au collège, roman, éditions Rageot Cascade, 1er septembre 1995,
- Il faut scier le zèbre, roman, éditions Milan, illustrations de Jean-Louis Tripp,1er octobre 1996.
- L'Institucœur, roman 7-9 ans, éditions Myriades/Epigones, 1er mars 1997.
- Graine de rentrée, roman 7-9 ans, éditions Myriades/Epigones, 3 novembre 1997.
- Une copine à la piscine, roman, éditions Rageot Cascade, 1er août 1998.
- La Plume à pardonner, conte pour les 4-7 ans, éditions L'Atelier du poisson soluble, illustrations de Pascal Tetrel, 1996, rééd. 1er mai 2004.
- Ma sœur en noir et blanc[2], roman, à partir de 10 ans, éditions Casterman, coll. Comme la vie, illustrations de Clotilde Perrin, 5 février 2004.
- Un nouvel ami[6], roman, à partir de 7 ans, éditions Magnard (Tipik Cadet), illustrations de Malorie Laisne, 18 juillet 2005.
- Ludivine et le Grand I, roman, à partir de 10 ans, éditions les Trois Orangers, 22 février 2008.
- La Fenêtre d'Ileana, conte, à partir de 7 ans, éditions Balivernes, illustrations de Stéphane Poinsot, 2 octobre 2008.
- La Fille aux deux soleils, roman, à partir de 10 ans, éditions Tertium, coll. Volubile, illustration de Jean-Michel Arroyo, 12 mai 2009.
- Je reviens de loin[3] , roman, éditions Oskar, 15 janvier 2010.
- Rencontres magiques[7], roman, éditions Rageot, illustrations Jaouen Salaün, 11 mai 2011.
- Il faut sauver la planète Mars[4] , roman, Oskar Éditeur, 20 juin 2011.
- Le château d'Elsa[5], roman, Oskar Éditeur, 13 septembre 2011.
- La reine des bateaux sauvages, roman, Oskar Éditeur, 15 juin 2012.

Nouvelles
- Le Jardin d'Emily, nouvelle, revue de science-fiction Khimaira (1re série), n° 18, avril 2003
- Femme à flanc de colline, nouvelle, revue Nouvelle Donne, avril 2003
- Sam Salamandre, nouvelle, recueil Révolte, éditions du Roure, 2005
- Vengo, nouvelle, revue Brèves n°74, 2006
- On demande Estelle en salle Beethoven, nouvelle, revue  Diptyque, juin 2010
- Oncques ne vit visage plus ardent, nouvelle, revue "Diptyque", hiver 2010-2011

Poèmes
- « Poèmes », publications régulières, de 2001 à 2005, dans la revue La Page Blanche
- « Poèmes », revue An+, 2001-2003
- « Poèmes », revue Hélices Poésie, 2001
- « Poème », Inédit nouveau, 2001
- « Poèmes », revue Nouveaux Délits, n° 8
- « Poèmes », revue Décharges, 2001
- « Poèmes », revue Ombrages, 2001
- « Genova », poème, anthologie Ailleurs réunie par Jean-Claude Touzeil
- « Vœu de parole », poème, revue Les Citadelles, 2005